# Machmut Aipow
Machmut Iljaczewicz Aipow (ros. Махму́т Илья́чевич Аи́пов, tatar. Мәхмүт Аипов; ur. 12 lipca 1920 we wsi Kiriuszkino w obwodzie uljanowskim, zm. 22 kwietnia 1945 w Kaulsdorfie) – radziecki wojskowy, czerwonoarmista, Bohater Związku Radzieckiego (1945).

## Życiorys
Urodził się w tatarskiej rodzinie chłopskiej. Miał wykształcenie podstawowe, pracował jako ślusarz na stacji Batraki w Oktiabrsku.
W kwietniu 1942 wstąpił do Armii Czerwonej, od maja 1942 walczył z Niemcami na Froncie Południowo-Zachodnim, później Stalingradzkim. We wrześniu 1942 został ranny. Od września 1943 walczył na Froncie Południowym, potem 3 Ukraińskim, w kwietniu 1943 został członkiem WKP(b), do wiosny 1944 walczył w 8 kompanii 990 pułku strzeleckiego 230 DS. 
17 kwietnia 1944 w walkach na przedmieściach Sewastopola zabił dwóch niemieckich żołnierzy i został ranny, jednak wrócił do oddziału. Od października 1944 uczestniczył w walkach na 1. Froncie Białoruskim, brał udział w operacji warszawsko-poznańskiej (wiślańsko-odrzańskiej) i berlińskiej w składzie 5 Armii Uderzeniowej. 
22 kwietnia 1945 w walkach o Kaulsdorf zastąpił rannego celowniczego karabinu i ostrzeliwał stanowisko ogniowe wroga, zabijając wielu Niemców. Został ranny, mimo to nie przerwał ognia, ponadto rzucił granatem w przeciwników, po czym został ponownie ranny. Gdy po raz drugi rzucił grantem, został raniony ponownie i zmarł. Łącznie w tej walce zabił 26 niemieckich żołnierzy. Został pochowany na cmentarzu żołnierzy radzieckich w Międzyrzeczu.

## Odznaczenia
- Złota Gwiazda Bohatera Związku Radzieckiego (pośmiertnie, 31 maja 1945)
- Order Lenina (pośmiertnie, 31 maja 1945)
- Medal „Za Odwagę” (5 października 1944)